# Clasificación de África para los Juegos Olímpicos de Seúl 1988
La Clasificación de África para los Juegos Olímpicos de Seúl 1988 contó con la participación de 21 selecciones nacionales, las cuales jugaron cuatro rondas del 16 de noviembre de 1986 al 31 de enero de 1988 para definir a tres clasificados a fútbol en los Juegos Olímpicos de Seúl 1988.

## Resultados

### Ronda preliminar
| Equipo 1    | Agr. | Equipo 2   | Ida | Vuelta |
| ----------- | ---- | ---------- | --- | ------ |
| Ruanda      | 2–8  | Malaui     | 2–5 | 0–3    |
| Botsuana    | w/o  | Madagascar | —   | —      |
| Suazilandia | w/o  | Mauricio   | —   | —      |

### Primera ronda
| Equipo 1        | Agr. | Equipo 2   | Ida | Vuelta |
| --------------- | ---- | ---------- | --- | ------ |
| Botsuana        | 0–7  | Zambia     | 0–4 | 0–3    |
| Egipto          | 7–1  | Kenia      | 4–0 | 3–1    |
| Ghana           | 3–0  | Senegal    | 2–0 | 1–0    |
| Liberia         | 3–5  | Nigeria    | 2–1 | 1–4    |
| Malaui          | 1–4  | Camerún    | 1–1 | 0–3    |
| Sierra Leona    | 1–2  | Túnez      | 1–0 | 0–2    |
| Suazilandia     | 1–8  | Zimbabue   | 0–2 | 1–6    |
| Sudán           | 2–4  | Argelia    | 1–1 | 1–3    |
| Uganda          | 6–2  | Mozambique | 4–1 | 2–1    |
| Costa de Marfil | w/o  | Guinea     | —   | —      |
| Libia           | w/o  | Etiopía    | —   | —      |
| Marruecos       | w/o  | Gambia     | —   | —      |

### Segunda ronda
| Equipo 1        | Agr.     | Equipo 2  | Ida | Vuelta |
| --------------- | -------- | --------- | --- | ------ |
| Ghana           | 2–2 (v.) | Camerún   | 0–0 | 2–2    |
| Costa de Marfil | 3–5      | Marruecos | 0–0 | 1–2    |
| Túnez           | 1–0      | Egipto    | 0–0 | 1–0    |
| Uganda          | 2–6      | Zambia    | 2–1 | 0–5    |
| Zimbabue        | 3–5      | Nigeria   | 0–0 | 0–2    |
| Argelia         | w/o      | Libia     | —   | —      |

| 4 de octubre de 1987 | Ghana | 0–0 | Camerún | Kumasi Sports Stadium, Kumasi |  |
|                      |       |     |         | Árbitro(s): Idrissa Sarr      |  |

| 14 de noviembre de 1987 | Camerún                    | 2–2 | Ghana               | Stade Ahmadou Ahidjo, Yaundé |                         |
|                         | Milla 32' · Omam-Biyik 82' |     | Tegoe 18' · Ebo 54' | Árbitro(s): Mark Dormoh      | Árbitro(s): Mark Dormoh |

| 1 de noviembre de 1987 | Costa de Marfil | 0–0 | Marruecos | Stade Félix Houphouët-Boigny, Abiyán |  |
|                        |                 |     |           | Árbitro(s): Simon Bantsimba          |  |

| 15 de noviembre de 1987 | Marruecos                             | 2–1 | Costa de Marfil | Stade Mohammed V, Casablanca    |                                 |
|                         | El Haddaoui 28' (pen.) · El Biyaz 86' |     | Turbo 78'       | Árbitro(s): Abderrahmane Bergui | Árbitro(s): Abderrahmane Bergui |

| 4 de octubre de 1987 | Túnez | 0–0 | Egipto | Stade El Menzah, Tunis    |  |
|                      |       |     |        | Árbitro(s): Baba Laouissi |  |

| 13 de noviembre de 1987 | Egipto | 0–1 (t. s.) | Túnez      | Cairo International Stadium, El Cairo |                         |
|                         |        |             | Limam 109' | Árbitro(s): Badara Sène               | Árbitro(s): Badara Sène |

| 3 de octubre de 1987 | Uganda                  | 2–1 | Zambia   | Nakivubo Stadium, Kampala      |                                |
|                      | Musisi 55' · Vvubya 59' |     | Melu 87' | Árbitro(s): Tesfaye Gebreyesus | Árbitro(s): Tesfaye Gebreyesus |

| 15 de noviembre de 1987 | Zambia                                               | 5–0 | Uganda | Independence Stadium, Lusaka |                            |
|                         | Kabugo 50' (a.g.) · Siame 56' 64' · Nyirenda 65' 72' |     |        | Árbitro(s): Bester Kalombo   | Árbitro(s): Bester Kalombo |

| 4 de octubre de 1987 | Zimbabue | 0–0 | Nigeria | Rufaro Stadium, Harare        |  |
|                      |          |     |         | Árbitro(s): Ali Tahir Hafidh} |  |

| 17 de octubre de 1987 | Nigeria                   | 2–0 | Zimbabue | Surulere Stadium, Lagos                  |                                          |
|                       | Okosieme 64' · Edobor 81' |     |          | Árbitro(s): Dodji Mawuk Hounnaké-Kouassi | Árbitro(s): Dodji Mawuk Hounnaké-Kouassi |

### Tercera ronda
| Equipo 1 | Agr. | Equipo 2  | Ida | Vuelta |
| -------- | ---- | --------- | --- | ------ |
| Argelia  | 1–2  | Nigeria   | 1–0 | 0–2    |
| Túnez    | 3–2  | Marruecos | 1–0 | 2–2    |
| Zambia   | 2–1  | Ghana     | 2–0 | 0–1    |

| 15 de enero de 1988 | Argelia     | 1–0 | Nigeria | 19 May Stadium, Annaba                                          |                                                                 |
|                     | Oudjani 47' |     |         | Asistencia: 70,000 espectadores Árbitro(s): Jean-Fidèle Diramba | Asistencia: 70,000 espectadores Árbitro(s): Jean-Fidèle Diramba |

| 30 de enero de 1988 | Nigeria                   | 2–0 (t. s.) | Argelia | Nnamdi Azikiwe Stadium, Enugu                             |                                                           |
|                     | Adeshina 32' · Nwosu 114' |             |         | Asistencia: 35,000 espectadores Árbitro(s): Mohamed Hafez | Asistencia: 35,000 espectadores Árbitro(s): Mohamed Hafez |

| 17 de enero de 1988 | Túnez     | 1–0 | Marruecos | Stade El Menzah, Tunis                                     |                                                            |
|                     | Dhiab 15' |     |           | Asistencia: 40,000 espectadores Árbitro(s): Mohamed Hansal | Asistencia: 40,000 espectadores Árbitro(s): Mohamed Hansal |

| 30 de enero de 1988 | Marruecos               | 2–2 | Túnez                          | Moulay Abdellah Stadium, Rabat                          |                                                         |
|                     | Khairi 26' · Krimau 32' |     | Jabrane 19' (a.g.) · Dhiab 90' | Asistencia: 50,000 espectadores Árbitro(s): Badara Sène | Asistencia: 50,000 espectadores Árbitro(s): Badara Sène |

| 17 de enero de 1988 | Zambia                  | 2–0 | Ghana | Independence Stadium, Lusaka |  |
|                     | Chansa 11' · Bwalya 73' |     |       |                              |  |

| 31 de enero de 1988 | Ghana      | 1–0 | Zambia | Ohene Djan Stadium, Acra |  |
|                     | Yeboah 17' |     |        |                          |  |

## Clasificados
- Nigeria
- Túnez
- Zambia